# Изабела Чарториска
Изабела (Елжбета) Дорота Чарторѝска, с родово име Флѐминг (на полски: Izabela Czartoryska, Elżbieta Dorota Flemming) е полска благородничка от периода на Просвещението, княгиня, писателка, меценатка, колекционерка, съпруга на полския политик и държавник княз Адам Кажимеж Чарториски.
Нейната колекция от произведения на изкуството е в основата на създадения през 1878 година Музей на Чарториски в Краков.